# آنتونیو ماریا بوردونی
آنتونیو ماریا بوردونی (انگلیسی: Antonio Maria Bordoni؛ ۱۹ ژوئیهٔ ۱۷۸۸ – ۲۶ مارس ۱۸۶۰) یک دانشمند در زمینه آنالیز ریاضی اهل ایتالیا بود.

## گالری

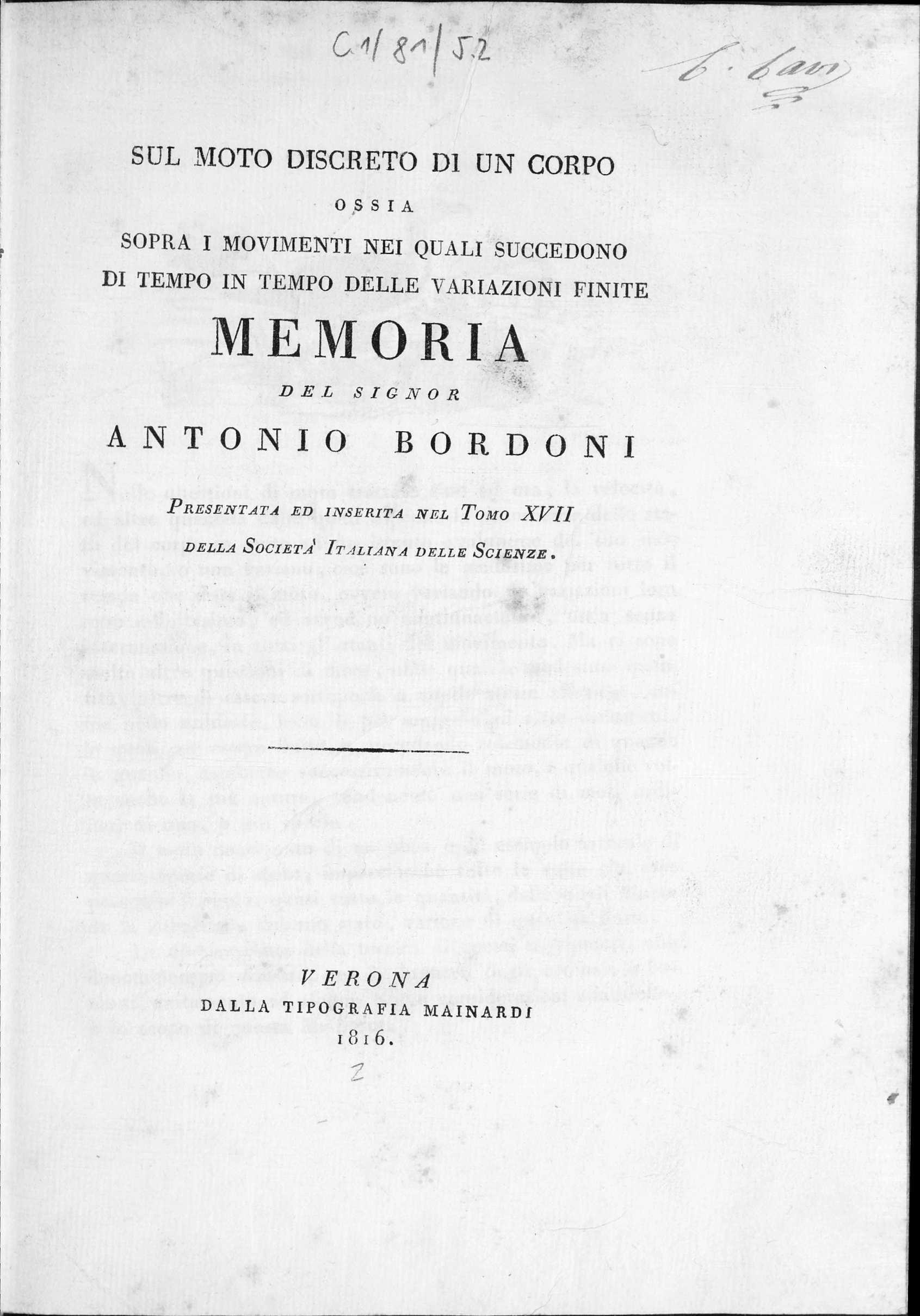
Sul moto discreto di un corpo, 1816
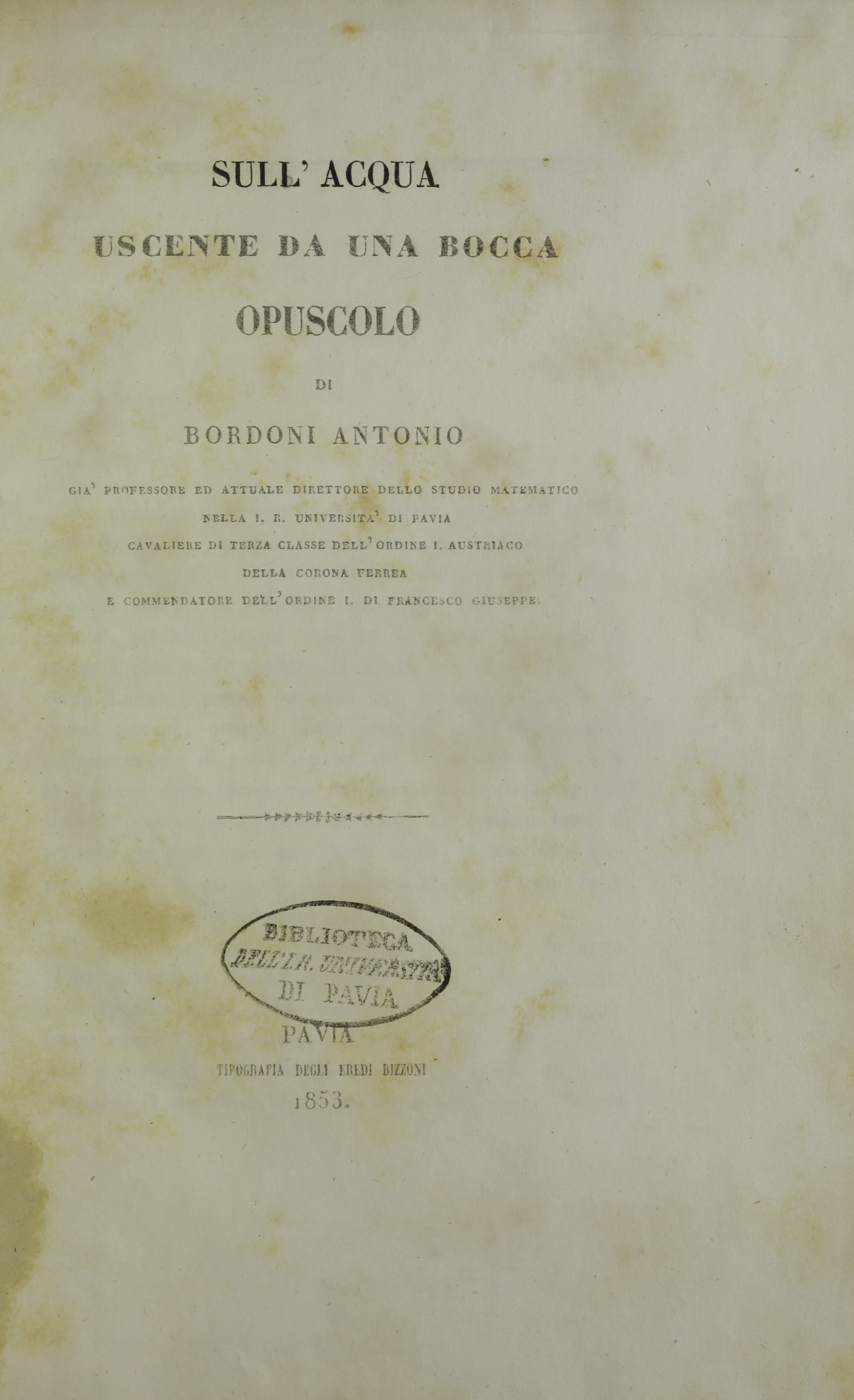
Sull'acqua uscente da una bocca, 1853